# Češka koča na Spodnjih Ravneh
Češka koča na Spodnjih Ravneh nebo jen Češka koča (Česká chata na Dolních rovních; 1542 m) je horská chata, která stojí na ledovcovém kotli Spodnje Ravni nad prudkými  srázy údolí Ravenska kočna pod severní stěnou hory Grintovec v Dolgim hrbtu v pohoří Kamnicko-Savinjské Alpy ve Slovinsku. Je pojmenována po tehdejší české pobočce Slovinského horolezeckého svazu (Slovinsko planinarsko družtvo) z Prahy, která jí  v čele s Bohuslavem Frantou a Karlem Chodounským v roce 1900 postavila a otevřela. Začátkem sedmdesátých let 20. století byla zrenovována a modernizována, zachovala si však styl české lidové architektury. Spravuje ji PD Jezersko (Horolezecký svaz Jezersko). Správce chaty byl 40 let Andrej Karničar, pak 10 let Tone Karničar a od července 2015 Karmen Karničar(ová).

## Přístup
- 2 h: z vesnice Zgornje Jezersko (Spodnji kraj)
- 2.30 h: z Zgornji  Jezerska (Zgornji kraj)  kolem dolní stanice nákladní lanovky
- 2.30 h: z Zgornje Jezerska (Zgornji kraj) přes Štularjevovu planinu

## Sousední chaty (přechody)
- 4.30 h: na chatu Cojzova koča na Kokrskem sedlu (1793 m), přes průsmyk Dolška škrbina
- 4 h: na Cojzovu koču na Kokrskem sedlu (1793 m) přes Mlinarsko sedlo
- 1 h: na chatu Kranjska koča na Ledinah (1700 m)

## Nejbližší hory
- 3.30 h: Grintovec (2558 m), přes Mlinarsko sedlo
- 4 h: Grintovec (2558 m) přes průsmyk Dolška škrbina
- 3.30 h: Jezerska Kočna (2540 m) Kremžarjovou cestou
- 3.30 h: Skuta (2532 m) pod hřebem Dolgi hrbet
- 4 h: Skuta (2532 m), přes Dolgi hrbet